# Улица Усова (Томск)
У́лица У́сова — улица в Томске, проходит с запада от проспекта Ленина на восток до улицы Елизаровых.

## История
Первоначальное название — Буткеевская — связано с местным домовладельцем Петром Александровичем Буткеевым (1841—1913).
Возведённое в 1920-х годах здание учебно-производственных мастерских Технологического института отделило западную часть улицы к производственной зоне Томского электромеханического завода.
В 1939 году оставшаяся часть улицы была переименована в честь крупного учёного-геолога академика М. А. Усова.

## Достопримечательности
- Улица Усова, дом 2 / проспект Ленина, дом 43 — 3-й учебный корпус Томского политехнического университета. Постройка 1904 года. Архитектор Р. Марфельд, строитель Ф. Гут.  памятник архитектуры (региональный) 7000154000

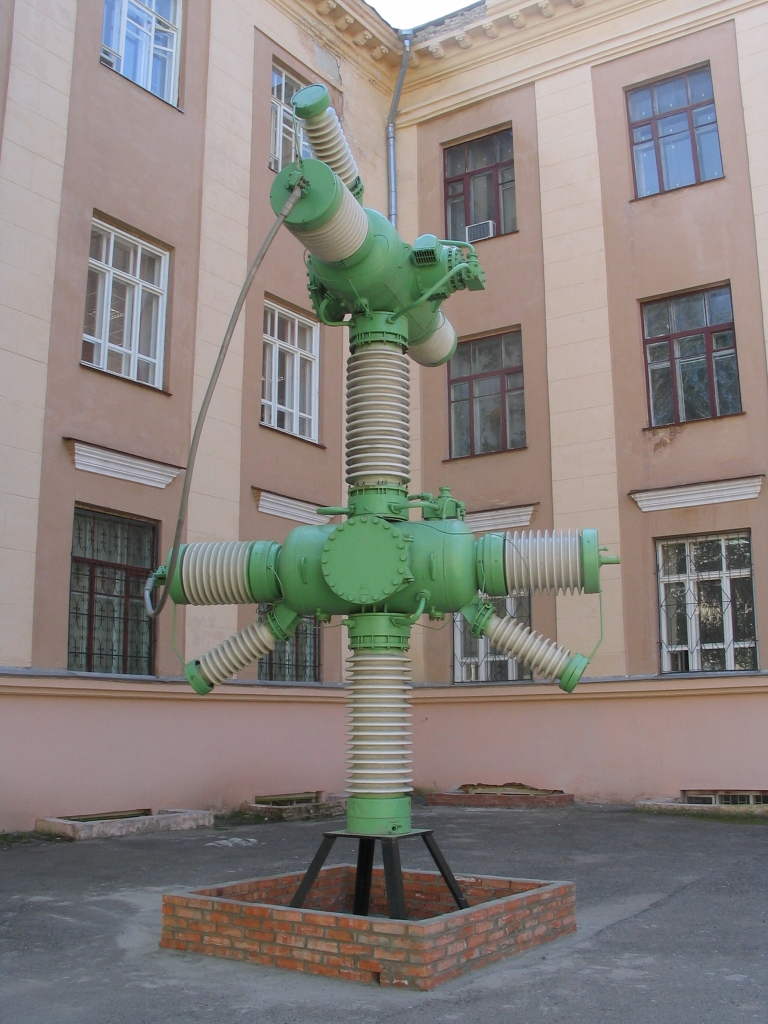
Улица Усова, дом 7 (памятник архитектуры) и памятник выключателю

- Улица Усова, дом 7 / Советская улица, дом 82 — 8-й учебный корпус Томского политехнического университета. Постройка 1940-х годов. памятник архитектуры (вновь выявленный объект)[2]
- Памятник высоковольтному выключателю у 8 корпуса ТПУ[3]
- дом 6 — мемориальная доска геологу Н. Н. Урванцеву.
- дом 9 — здание горного управления и золотоплавильной лаборатории (1889—1891), в 1918 году здесь находился Сибирский геологический комитет. Первое научно-практическое учреждение Сибири по изучению недр Сибири. Архитектор — Павел Наранович  памятник архитектуры (региональный)[2]